# Хяр, Валид
Валид Хяр (фр. Walide Khyar, р. 9 июня 1995) — французский дзюдоист, чемпион (2016) и бронзовый призёр (2023, 2025) чемпионатов Европы, призёр чемпионата мира 2023 года.

## Биография
В апреле 2016 года в Казани (Россия) завоевал золотую медаль чемпионата Европы по дзюдо в весе до 60 кг.
В августе 2016 года представлял свою страну на летних Олимпийских играх в Рио-де-Жанейро в весе до 60 кг, но занял лишь 17 место — в 1/16 финала проиграв опытному бразильскому дзюдоисту Фелипе Китадай.
В мае 2023 года, в столице Катара, на чемпионате мира, французский дзюдоист в весовой категории до 66 кг стал обладателем бронзовой медали, победив в поединке за третье место спортсмена из Южной Кореи Ан Ба Уль.
В апреле 2025 года на чемпионате Европы в Подгорице в весовой категории до 66 кг стал обладателем бронзовой медали. В схватке за третье место одолел соперника из Италии Маттео Пираса.